# 南駒ヶ岳
南駒ヶ岳（みなみこまがたけ）は、長野県の木曽山脈にある標高2,841 mの山。日本二百名山に選定されている。

## 概要
南駒ヶ岳は北の空木岳、南は越百山へと続く木曽山脈の主稜線上にある。山頂付近には花崗岩の岩が乱立しており、小さな神社の祠がある。遮るもののない山頂からは360度の展望が得られる。山頂の東側には摺鉢窪カールがあり、摺鉢窪避難小屋が建っている。また、カール下部には山肌が大きく崩れ落ちた百間ナギと呼ばれる箇所があり、現在も崩壊を続けている。森林限界のハイマツ帯には高山植物のお花畑が広がっている。
伊那谷側の山麓の飯島町からは、春になるとカール上部に五人坊主の雪形を見ることができ、農作業の時期の目安として古くから利用されてきた。
深田久弥が日本百名山を選ぶ際、木曽駒ヶ岳に次ぐ木曽山脈の2つ目の山を南駒ヶ岳と空木岳のいずれにするか最後まで迷ったが、最終的にはわずかに背が高いこと、そして山名の美しさから空木岳を選んだ。
近年には南駒ヶ岳で環境省信越自然環境事務所の調べによりライチョウの生息が確認されている。

## 山名の呼称
古くは浦川岳(奥念丈岳)、越百山、烏帽子岳(仙厓嶺)、今朝澤岳(南駒ヶ岳)、宇津木岳(空木岳)を総称して「南駒ヶ岳」と云った。

## 登山ルート

### 木曽山脈縦走ルート
山頂は木曽山脈の主稜線にあり、南北の縦走ルートとなっている。北から南へ、空木岳 - 赤椰岳 - 南駒ヶ岳 - 仙涯嶺 - 越百山の高峰が連なっている。

### 伊奈川ダムからのルート
山頂から西の延びた尾根に沿った登山道がある。南駒ヶ岳への最短ルートで、伊奈側ダムの先の今朝沢林道のニワトリ小屋橋に登山口がある。

## 周辺の山小屋
木曽山脈の有人の山小屋は、完全予約制となっている。駒ヶ岳頂上山荘にのみキャンプ指定地がある。
| 画像 | 名称             | 所在地                         | 収容人数 | 備考                          |
| ---- | ---------------- | ------------------------------ | -------- | ----------------------------- |
|      | 木曽殿山荘       | 標高2,490 m地点 木曽殿越の鞍部 | 100人    | 小屋西に 義仲の力水           |
|      | 空木駒峰ヒュッテ | 山頂直下の東側                 | 30人     | 食事提供なし                  |
|      | 摺鉢窪避難小屋   | 摺鉢窪カール                   | 30人     | 無人小屋 老朽化のため使用禁止 |
|      | 越百小屋         | 福栃山と越百山 との鞍部        | 20人     |                               |

## 周辺の山

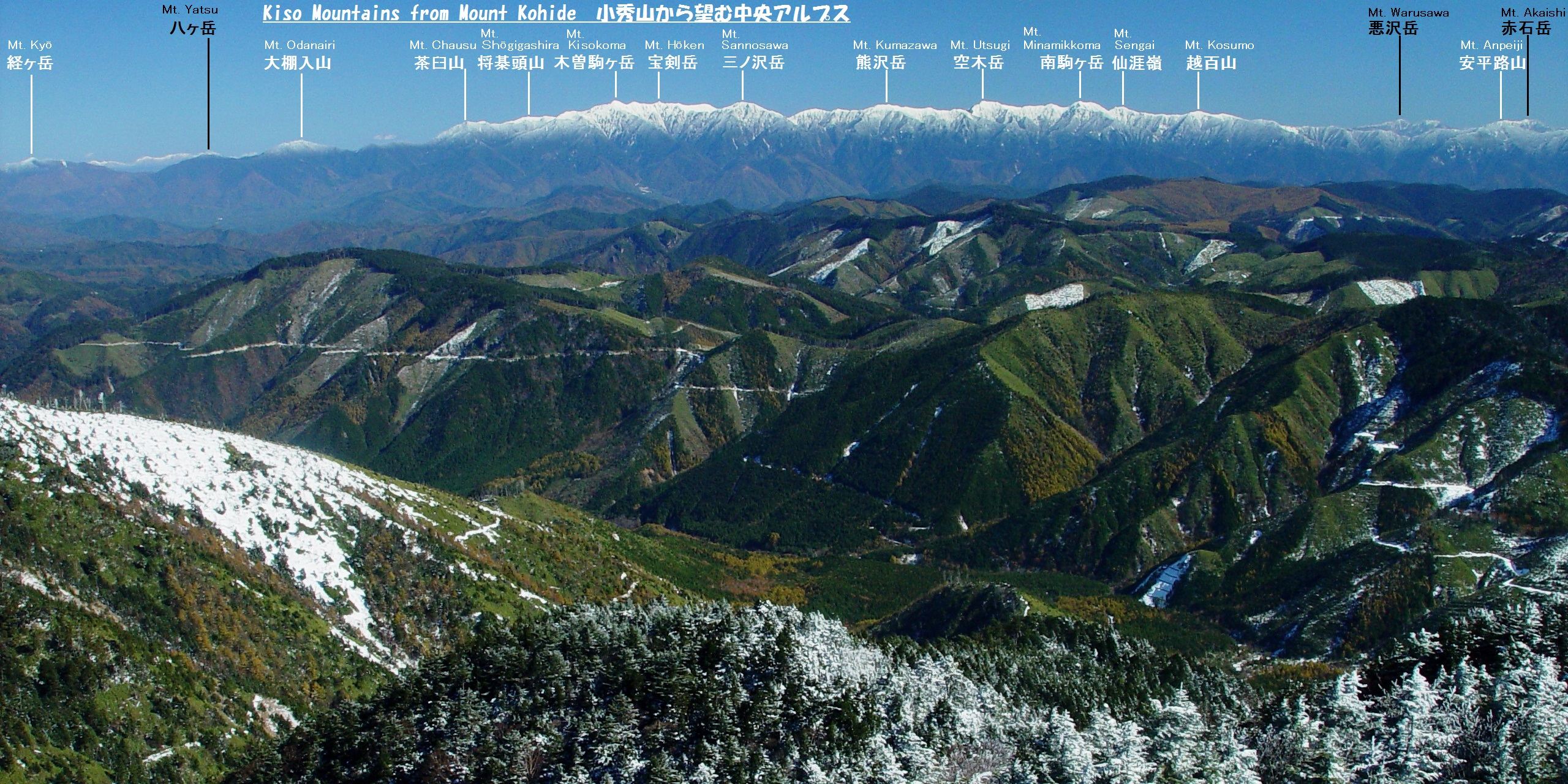
小秀山から望む木曽山脈

| 山容                           | 山名       | 標高 (m) | 三角点 等級 | 南駒ヶ岳からの 方角と距離 (km) | 備考                    |
| ------------------------------ | ---------- | -------- | ----------- | ------------------------------ | ----------------------- |
| 安平路山から望む木曽駒ヶ岳     | 木曽駒ヶ岳 | 2,956    | 一等        | 北 9.8                         | 日本百名山              |
| 駒石から望む空木岳             | 空木岳     | 2,864    | 二等        | 北北東 2.0                     | 日本百名山 うつぎだけ   |
| 南駒ヶ岳から望む赤椰岳と空木岳 | 赤椰岳     | 2,798    |             | 北東 0.7                       | あかなぎだけ            |
| 越百山から望む南駒ヶ岳と仙涯嶺 | 南駒ヶ岳   | 2,841    |             | 0                              | 日本二百名山            |
| 南駒ヶ岳から望む仙涯嶺         | 仙涯嶺     | 2,734    |             | 南 1.1                         |                         |
| 仙涯嶺から望む越百山           | 越百山     | 2,613    | 三等        | 南南西 2.6                     | 日本三百名山 こすもやま |

## 関連画像

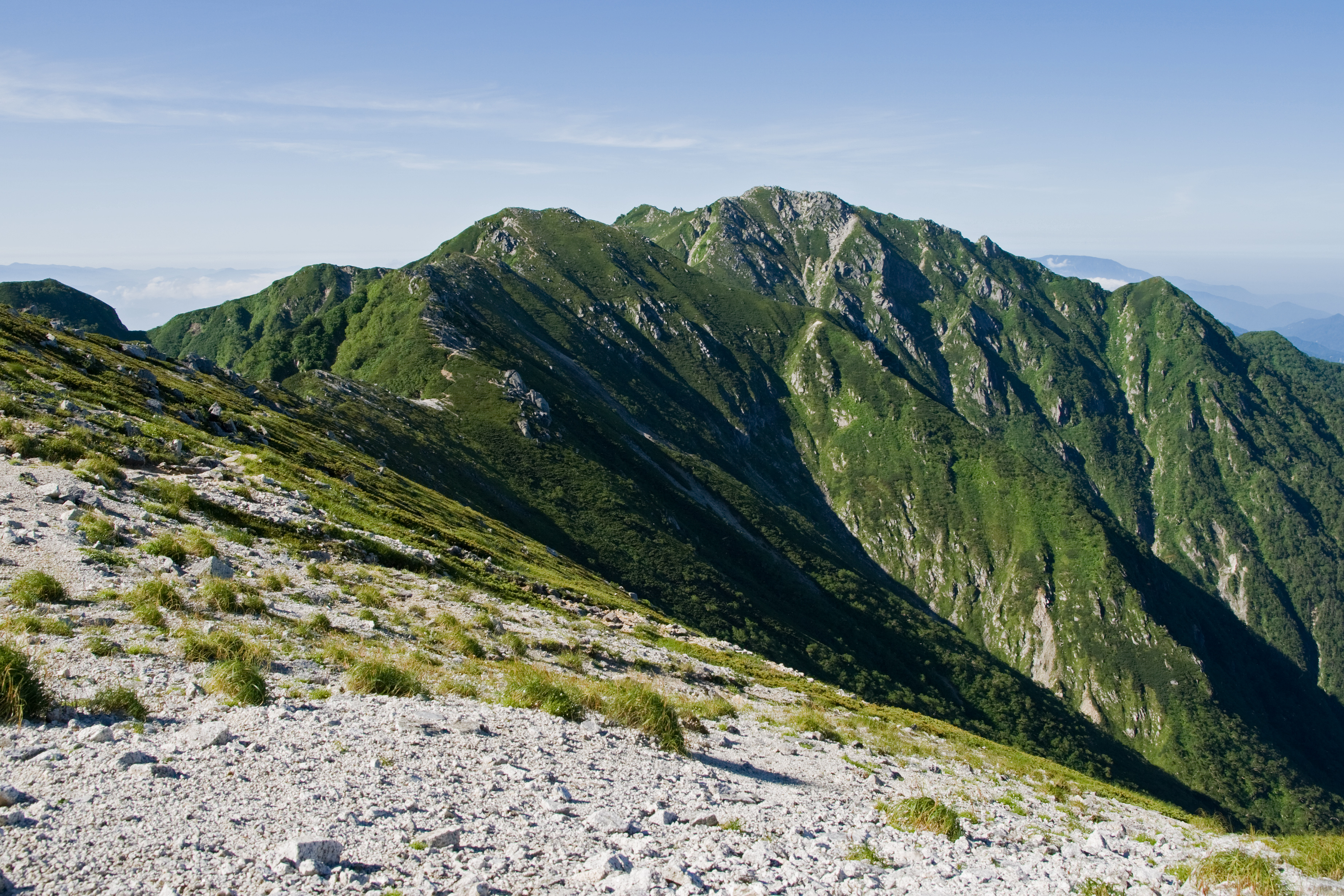
空木岳から望む南駒ヶ岳
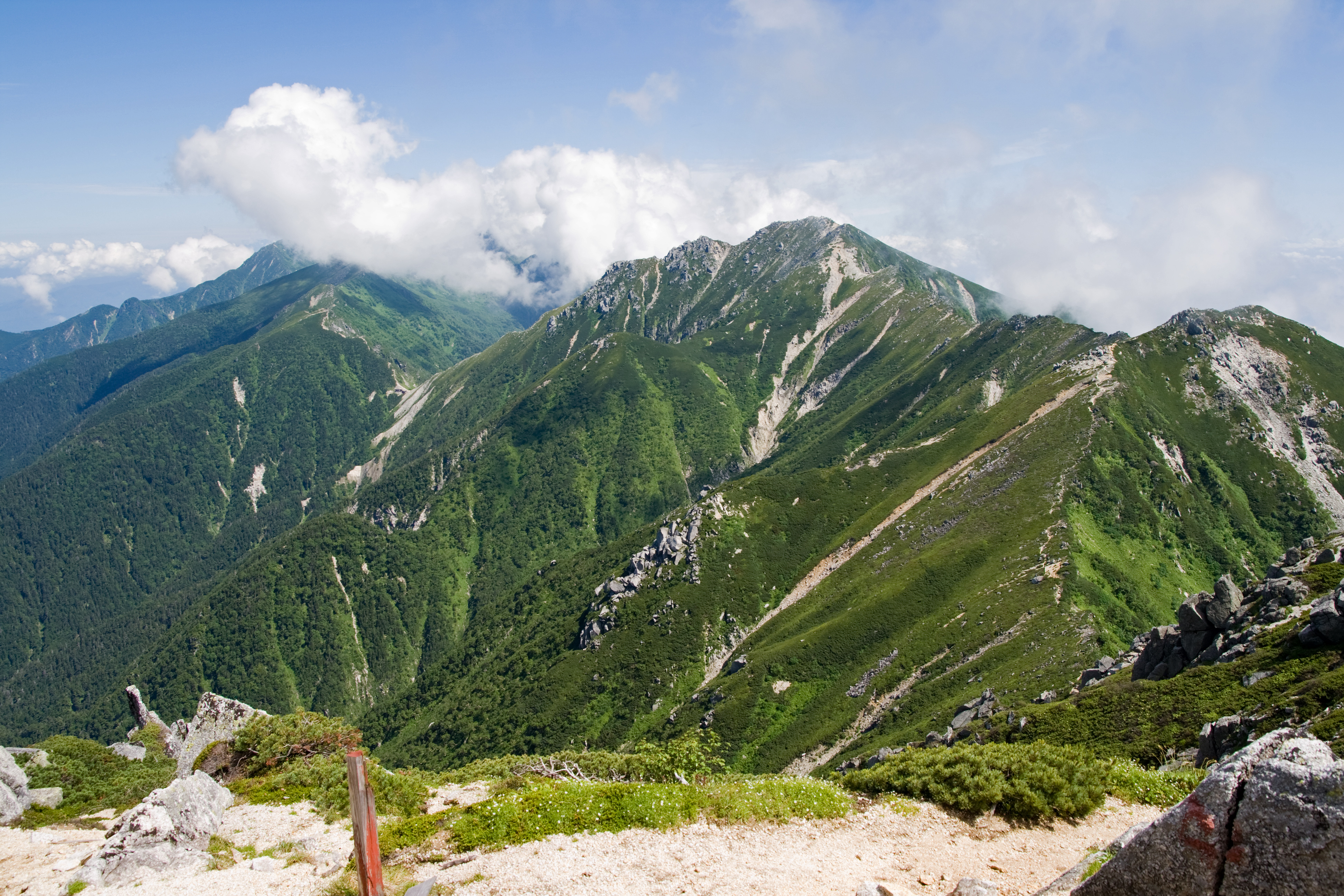
南駒ヶ岳から望む空木岳
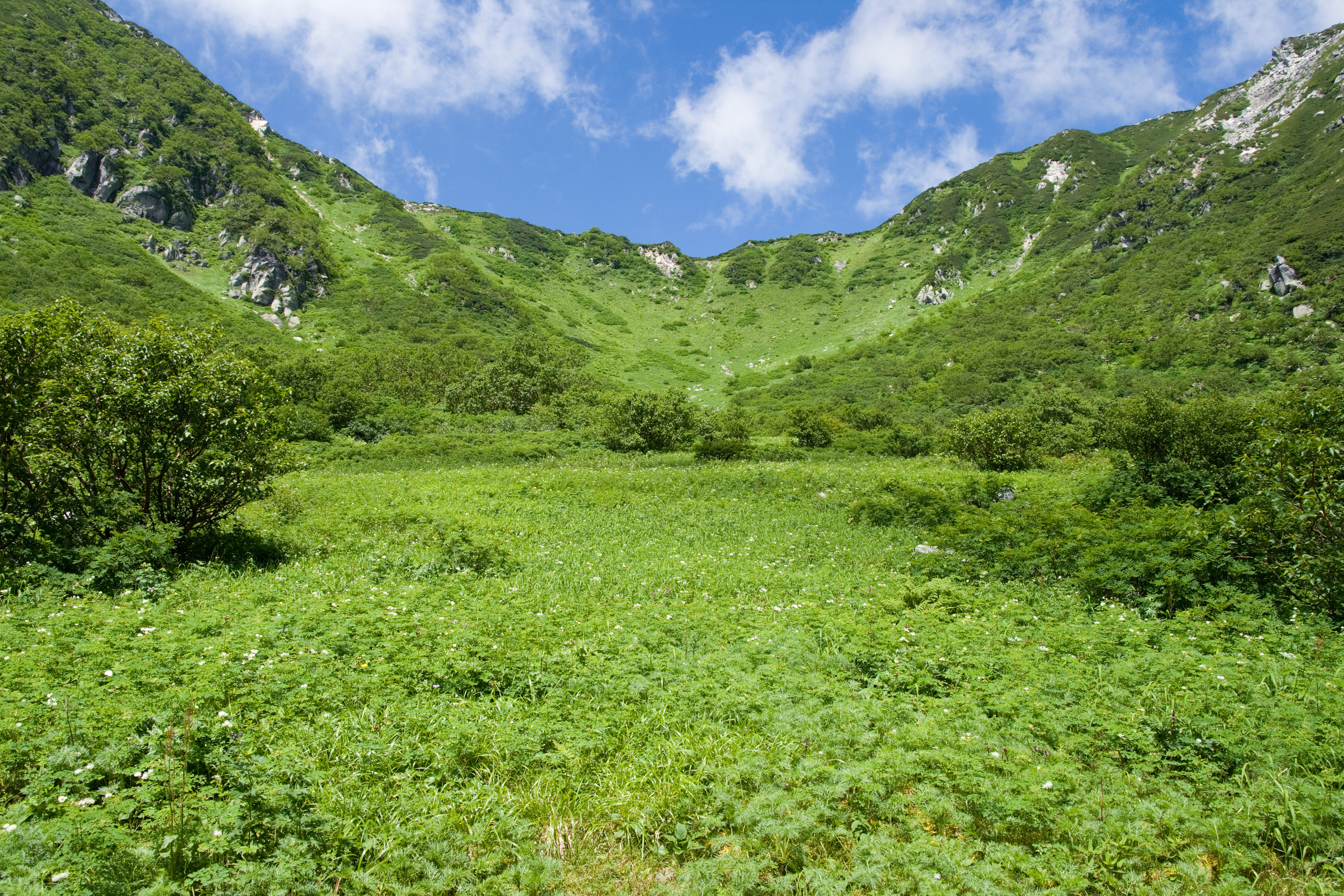
摺鉢窪カール
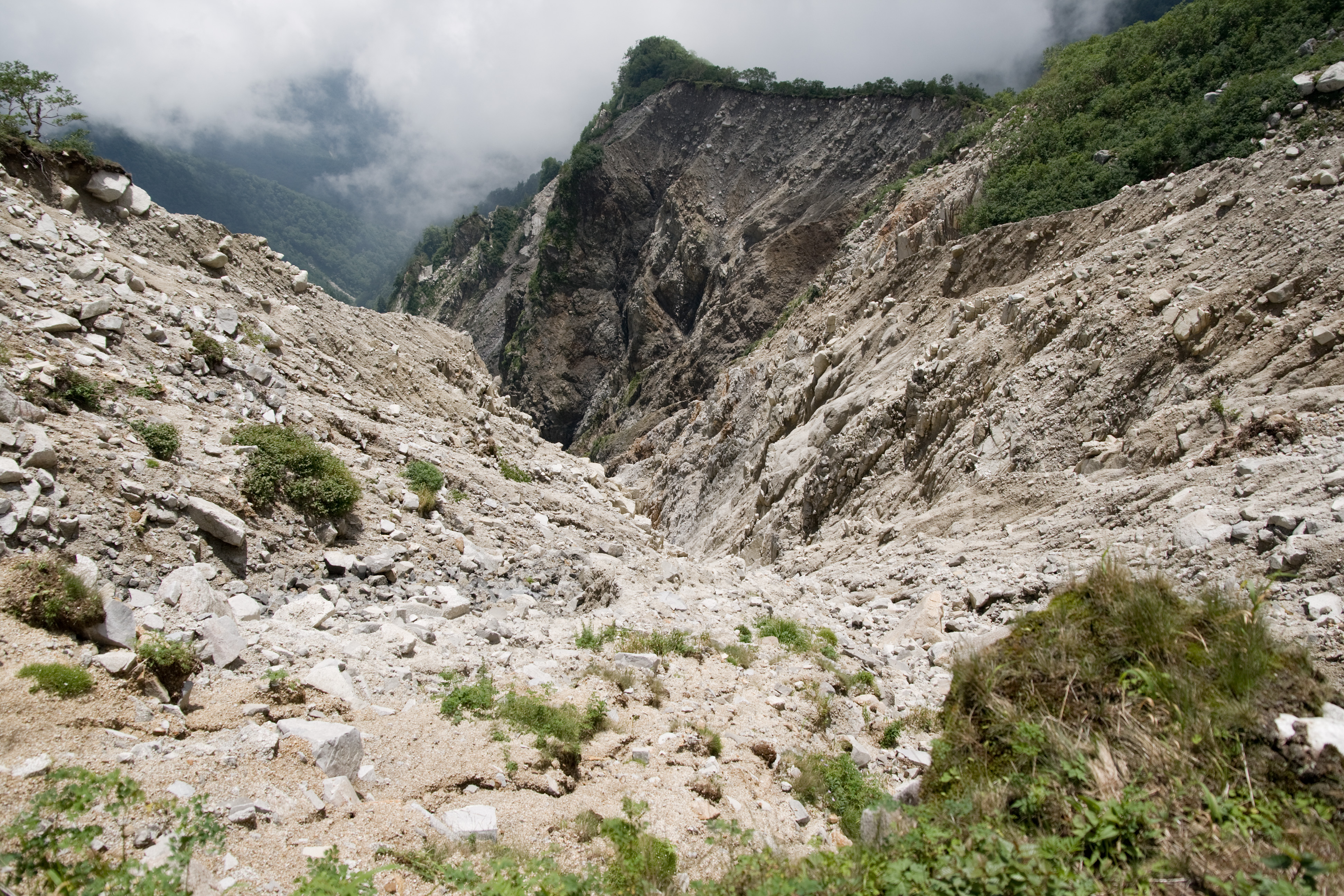
摺鉢窪カール下部に広がる百間ナギ